# فانكلانس
فانكلانس (بالفرنسية: Vanclans)‏ هي بلدية تقع في فرنسا في Canton of Vercel-Villedieu-le-Camp. يقدر عدد سكانها بـ 208 نسمة ومساحتها 9.60 كم2 .